# 加地城
加地城（かじじょう）は、新潟県新発田市東宮内にあった日本の城。

## 歴史
鎌倉時代初期に越後国蒲原郡加地荘の地頭に任じられた佐々木盛綱が築いたという。以降代々盛綱の子孫の加地氏の居城となった。
戦国時代には加地氏は上杉謙信に仕えていた。当主の加地春綱は、妻が長尾為景の娘で、謙信麾下の武将として活躍した。謙信の急死により勃発した御館の乱では、春綱の子加地秀綱は上杉景虎に与し、上杉景勝方の五十公野治長（後の新発田重家）、五十公野信宗に奇襲攻撃され一旦は降伏した。
しかし天正9年（1581年）、新発田重家の乱が起こると、秀綱はこれに加担してまたしても景勝に対抗した。景勝は新発田城攻撃に先立ち、天正15年（1587年）9月7日に加地城を攻め落城した。